# Morti nel 968
| Questa pagina contiene informazioni ricavate automaticamente dalle voci biografiche con l'ausilio del template Bio e di un bot. L'aggiornamento è periodico e automatico e ricostruisce completamente la pagina. Se manca una persona in questa lista, sei pregato di non aggiungerla, ma accertati piuttosto che la sua voce biografica contenga il template Bio e che i dati anagrafici siano correttamente compilati. Se il template Bio manca, inseriscilo tu stesso o, in alternativa, metti l'avviso {{tmp\|Bio}} che ne segnala la mancanza. Se i dati riportati sono sbagliati, correggi direttamente la voce biografica; le modifiche saranno visibili in questa lista entro pochi giorni. Per chiarimenti vedi il progetto biografie. La lista contiene solo le 12 persone che sono citate nell'enciclopedia e per le quali è stato implementato correttamente il template Bio. Pagina aggiornata al 2 mag 2025. |

- 2 marzo - Guglielmo di Magonza, arcivescovo cattolico tedesco (n. 929)
- 14 marzo - Matilde di Ringelheim, regina e santa tedesca
- Abu l-Misk Kafur, egiziano (n. 905)
- Bosone II di Provenza, nobiluomo (n. 915)
- Muniadona Díaz, nobile spagnola
- Emma di Parigi, contessa
- Abū Firās al-Hamdānī, poeta arabo (n. 932)
- Barda Foca il Vecchio, condottiero bizantino
- Giovanni III di Napoli, duca
- Landolfo III di Benevento, principe longobardo
- Rajendravarman, sovrano cambogiano
- Al-Muttaqi, califfo (n. 908)